# AFAS Stadion
L'AFAS Stadion è lo stadio della formazione calcistica olandese AZ Alkmaar. Ha una capienza di 19,500 posti a sedere.
Lo stadio, sito nella cittadina di Alkmaar, ha sostituito il vecchio Alkmaarderhout ed è stato inaugurato il 4 agosto del 2006 con una gara amichevole tra AZ Alkmaar e Arsenal, vinta dagli inglesi per 3-0, con il brasiliano Gilberto Silva autore del primo gol in assoluto nel nuovo impianto. La prima gara di Eredivisie è stata vinta dalla squadra di casa 8-1 contro il NAC Breda ed il primo gol è stato realizzato dal centrocampista tedesco Simon Cziommer.
La tribuna principale è chiamata Victorie Tribune, la curva dei tifosi di casa Van der Ben Tribune e la curva opposta Westzijde, la tribuna opposta alla principale Molenaar Tribune.
Il nome ufficiale, scelto nel 2005, è DSB Stadion (cambiato in AZ stadion dopo il fallimento della banca), anche se da alcuni tifosi viene chiamato Victorie Stadion, in ricordo della vittoria sulla Spagna durante la Guerra degli ottant'anni. In effetti, all'inizio si era pensato ad un nome quale "Stadio della speranza" o "Stadio della vittoria", o ad un nome che richiamasse la storia di Alkmaar. Il 12 agosto del 2010 il nome cambia ufficialmente in AFAS Stadion dopo il contratto tra la squadra e lo sponsor in questione.

## Galleria d'immagini

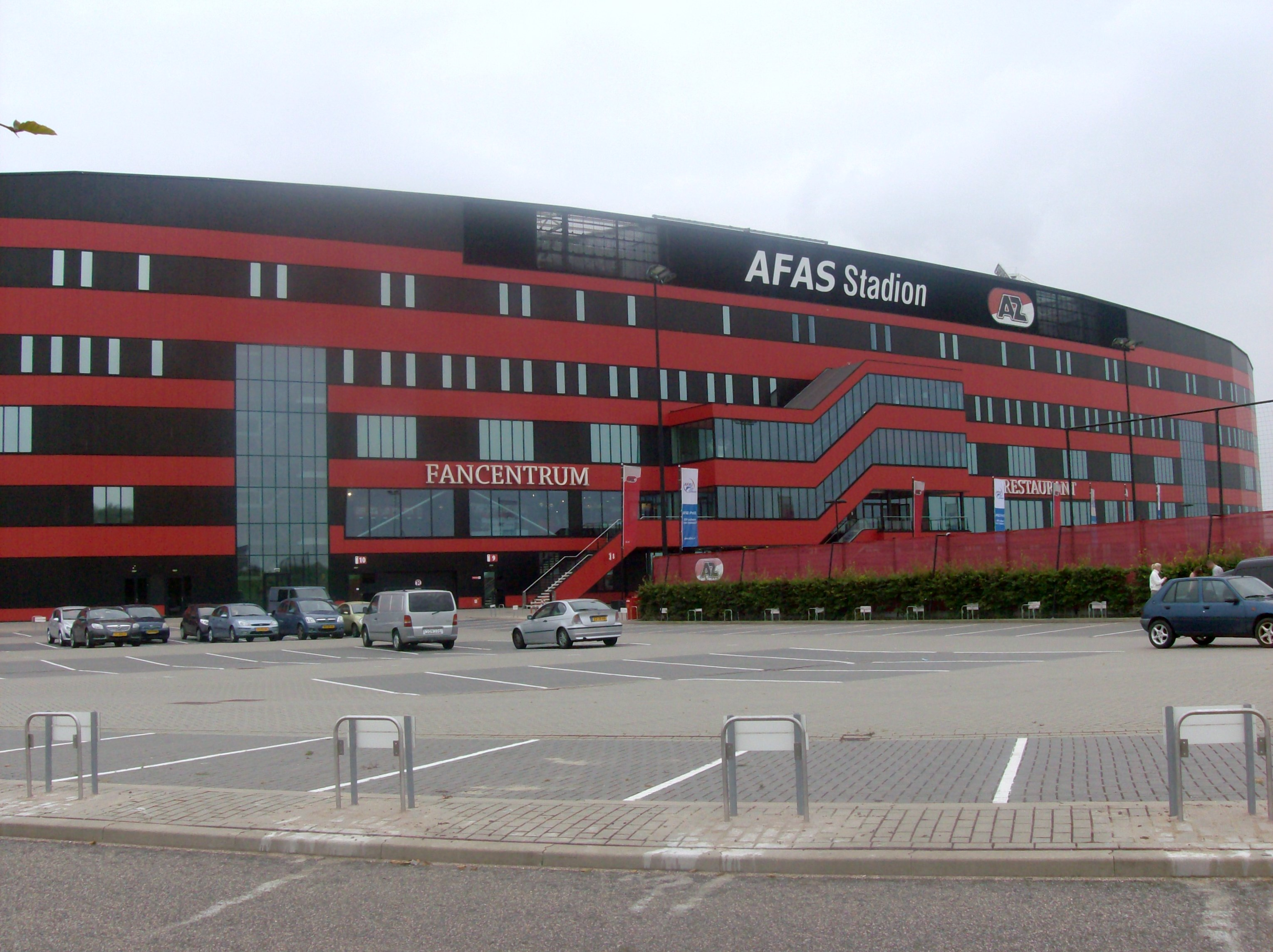
Esterno dello stadio
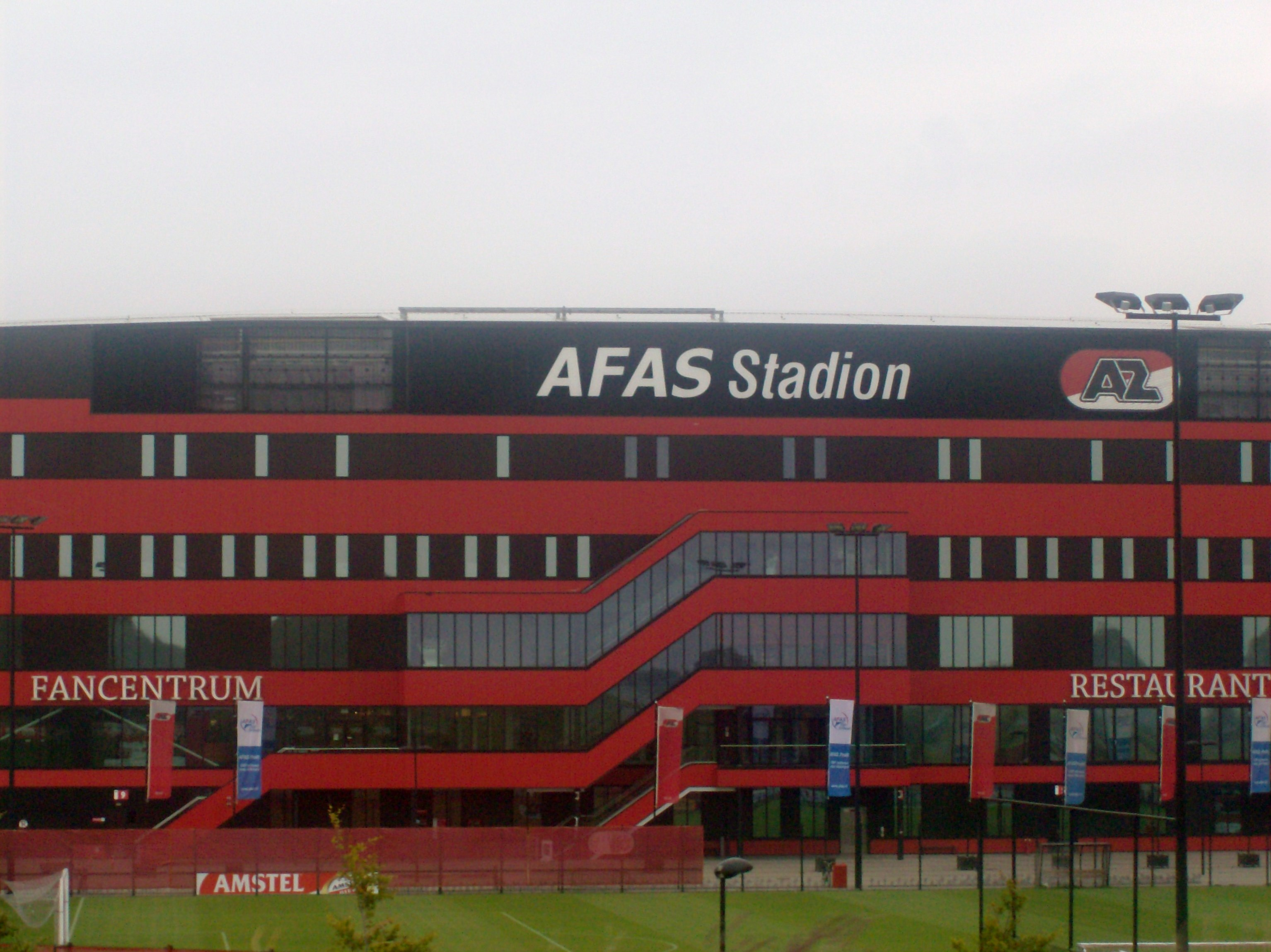
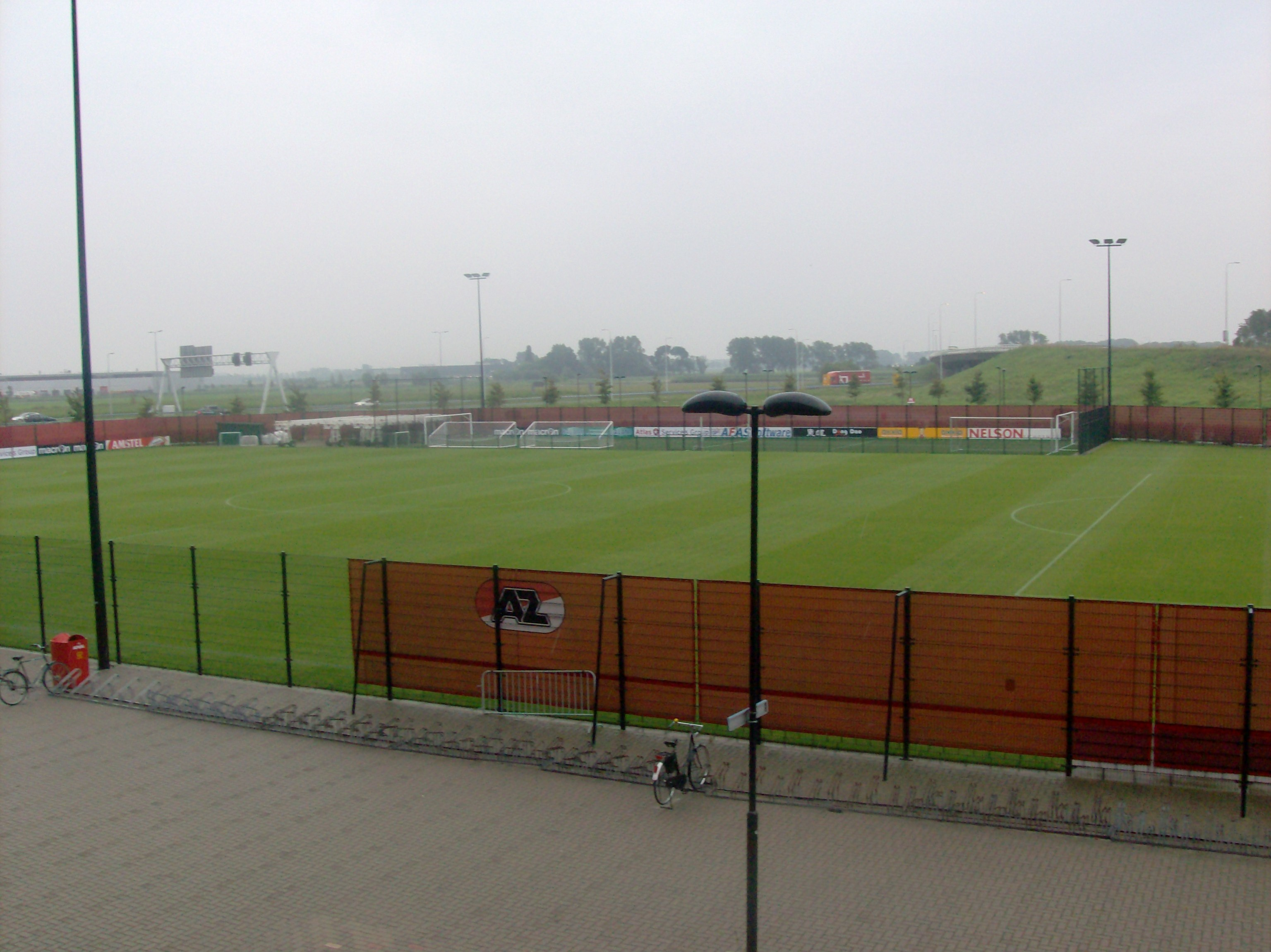
Campo di allenamento adiacente allo stadio